# Galaxia Roată de Car

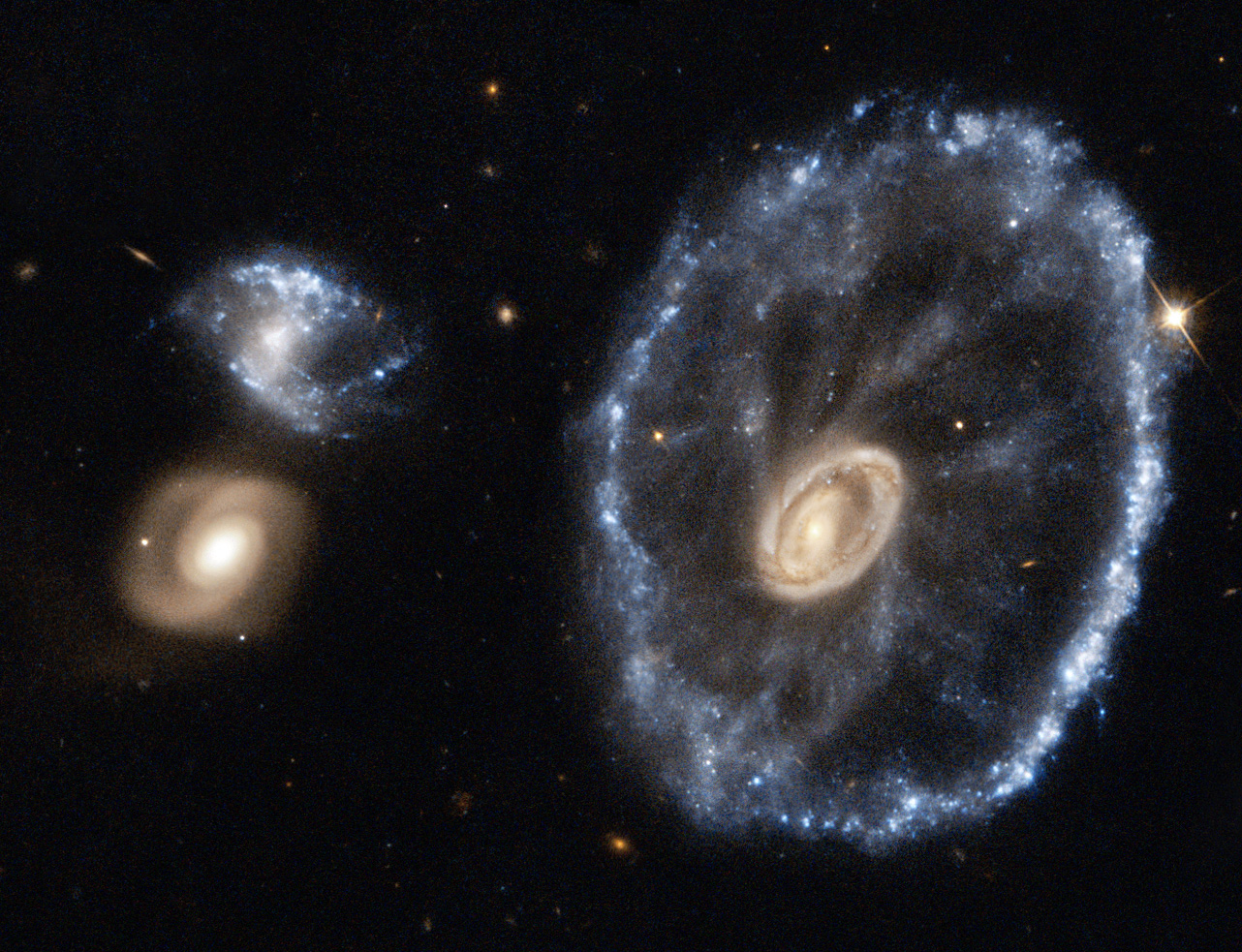
Galaxia Roată de Car fotografiată de Telescopul Spațial Hubble.

Galaxia Roată de Car (denumită și ESO 350-40, în latină, în Catalogue of Named Galaxies, este denumită Carpentaria Sculptoris, iar în engleză Cartwheel Galaxy) este o galaxie lenticulară inelară situată la circa 500 de milioane de ani-lumină de Soare în constelația Sculptorul. Această galaxie are un diametru de circa 150.000 de ani-lumină, ușor mai mare decât Calea Lactee. Ea are o masă de circa 2.9–4.8 × 109 mase solare; viteza sa unghiulară este de 217 km/s.

## Istorie
Această galaxie a fost observată pentru prima oară de astronomul elvețian-american Fritz Zwicky în 1941. Astronomul Robert Fosbury și defunctul cercetător Tim Hawarden sunt principalii responsabili de recentele descoperiri făcute asupra Galaxiei Roții de Car.

## Sursă de raze X

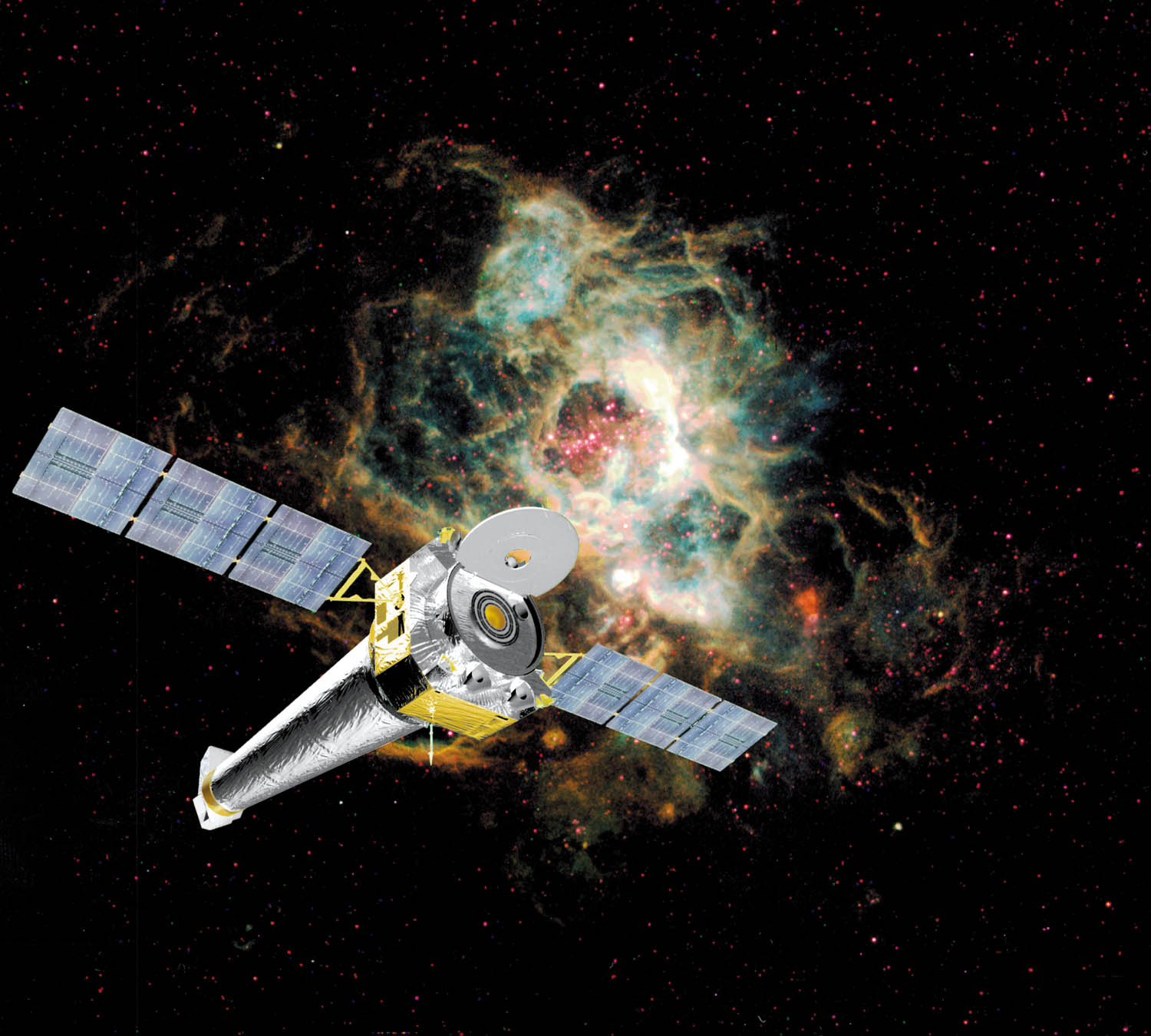
Vedere artistică a telescopului spațial Chandra, culegând observațiile în raze X ale Galaxiei Roată de Car.

Galaxiile cu tresăriri de formare a stelelor (în engleză starburst), cum este Galaxia Roată de Car, conțin multe stele tinere masive și luminoase, peste 7 miliarde. Când aceste stele masive mor, ele explodează pentru a forma o supernovă, lăsând în urma lor găuri negre și stele neutronice. Găurile negre care au stele în preajmă se îmbogățesc cu materia acestor stele și emit puternice raze X. Astfel, date fiind enormele câmpuri gravitaționale ale stelelor neutronice și ale găurilor negre, se formează discuri de acreție în jurul lor, ceea ce antrenează căderea materiei conținute în discuri și provoacă puternice raze X. Galaxia Roată de Car este notabilă prin marele său număr de surse de radiații X identificate în trei găuri negre. Într-adevăr, au fost detectate vreo douăsprezece surse, în timp ce majoritatea galaxiilor nu conțin decât câte una sau două.

## Formă

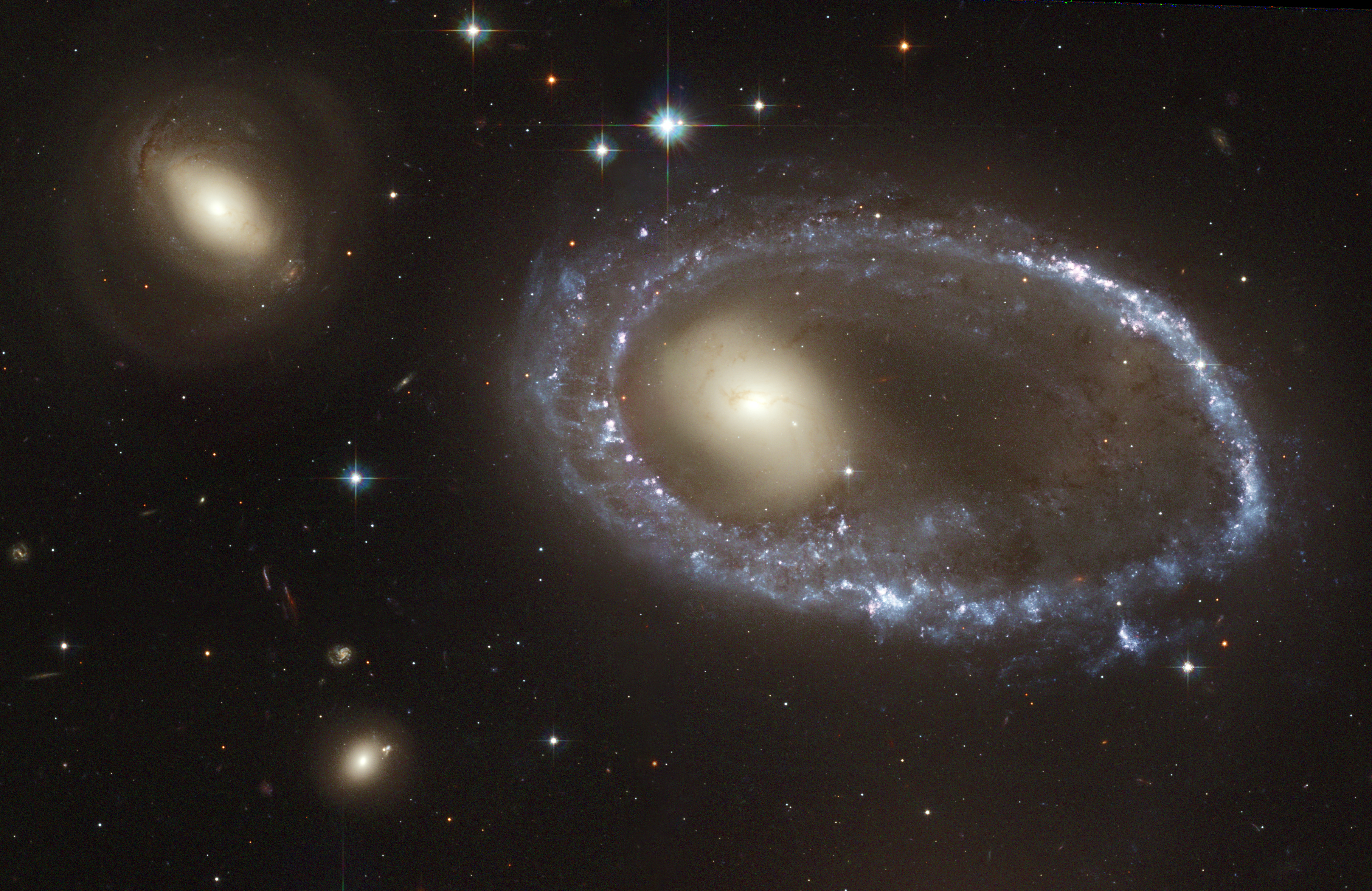
AM 0644-741, o altă galaxie inelară care posibil s-a format printr-o coliziune.

Forma actuală a Galaxiei Roată de Car ar fi izvorât dintr-o coliziune cu o mică galaxie acum vreo 200 de milioane de ani.  Probabil având o formă în spirală asemănătoare cu Calea Lactee, Galaxia Roată de Car ar fi fost traversată, în întregime, de mica galaxie, ceea ce a creat o enormă undă de șoc care a provocat o perturbare gravitațională prin galaxia țintă. Unda de șoc s-a propagat cu o viteză de circa 320.000 km/h măturând praf și gaz interstelar, amorsând, în același timp, regiunea cu tresăriri de formare a stelelor.
Apariția brațelor spirale sau a unor slabe raze (spițe) între nucleul galaxiei și inelul exterior al acesteia lasă să se creadă că structura spiralată a galaxiei începe să reapară. 
O altă ipoteză explică structura puțin obișnuită a galaxiei cu ajutorul unui model bazat pe instabilitatea gravitațională. Acest model arată că perturbațiile gravitaționale axisimetrice (radiale) și neaxisimetrice (spirale) de slabă amplitudine permit o asociere între roiurile de materii crescânde  și valurile axisimetrice și neaxisimetrice gravitațional instabile care permit aparența unui inel cu raze.